# 역동 유허비
역동 유허비(易東 遺墟碑)는 경상북도 안동시 와룡면 오천리에 있는 유허비이다. 1973년 8월 31일 경상북도의 유형문화재 제30호로 지정되었다.

## 개요
유허비란 한 인물의 자취를 기리기 위해 세워두는 비로, 이 비는 우탁 선생의 옛 집터를 기념하고 있다.
우탁은 고려 후기의 대학자이면서 성리학의 선구자로, 동방(東方)에서 가져온 『주역』을 1개월만에 터득하였다 하여 ‘역동선생’이라 일컬어지기도 한다. 성균관 좨주에까지 그 벼슬이 이르렀으며, 문예에도 조예가 깊어 늙어감을 한탄하며 지은 『탄로가』는 가장 오래된 시조작품이면서 뛰어난 작품으로 평가받고 있다.
비는 거북받침돌 위로 비몸을 세우고, 맨 위에 머릿돌을 얹어놓은 모습이다. 오랫동안 제자리를 지키고 있었으나, 안동댐 건설로 인해 수몰될 위기에 처하게 되어, 1975년 이곳으로 옮겨놓았다.

## 같이 보기
- 우탁

## 참고 문헌
- 역동유허비 - 국가유산청 국가유산포털